# Władysław Karaś
Władysław Karaś, född 31 augusti 1893 i Kielce, död 28 maj 1942 i Magdalence, var en polsk sportskytt.
Karaś blev olympisk bronsmedaljör i gevär vid sommarspelen 1936 i Berlin. Han var aktiv i Polska Motståndsarmén och blev avrättad av tyskarna under andra världskriget.